# OR6Y1
OR6Y1 (англ. Olfactory receptor family 6 subfamily Y member 1) – білок, який кодується однойменним геном, розташованим у людей на короткому плечі 1-ї хромосоми.  Довжина поліпептидного ланцюга білка становить 325 амінокислот, а молекулярна маса — 36 636.
| 10         |  | 20         |  | 30         |  | 40         |  | 50         |
| ---------- |  | ---------- |  | ---------- |  | ---------- |  | ---------- |
| MTTIILEVDN |  | HTVTTRFILL |  | GFPTRPAFQL |  | LFFSIFLATY |  | LLTLLENLLI |
| ILAIHSDGQL |  | HKPMYFFLSH |  | LSFLEMWYVT |  | VISPKMLVDF |  | LSHDKSISFN |
| GCMTQLYFFV |  | TFVCTEYILL |  | AIMAFDRYVA |  | ICNPLRYPVI |  | MTNQLCGTLA |
| GGCWFCGLMT |  | AMIKMVFIAQ |  | LHYCGMPQIN |  | HYFCDISPLL |  | NVSCEDASQA |
| EMVDFFLALM |  | VIAIPLCVVV |  | ASYAAILATI |  | LRIPSAQGRQ |  | KAFSTCASHL |
| TVVILFYSMT |  | LFTYARPKLM |  | YAYNSNKVVS |  | VLYTVIVPLL |  | NPIIYCLRNH |
| EVKAALRKTI |  | HCRGSGPQGN |  | GAFSS      |  |            |  |            |

A: Аланін

C: Цистеїн

D: Аспарагінова кислота

E: Глутамінова кислота

F: Фенілаланін

G: Гліцин

H: Гістидин

I: Ізолейцин

K: Лізин

L: Лейцин

M: Метіонін

N: Аспарагін

P: Пролін

Q: Глутамін

R: Аргінін

S: Серин

T: Треонін

V: Валін

W: Триптофан

Кодований геном білок за функціями належить до рецепторів, g-білокспряжених рецепторів, білків внутрішньоклітинного сигналінгу. 
Задіяний у такому біологічному процесі як поліморфізм. 
Локалізований у клітинній мембрані, мембрані.